# Вальдес, Франсиско
Франси́ско Вальде́с Муньо́с (исп. Francisco Valdés Muñoz; 19 марта 1943, Сантьяго — 10 августа 2009, Сантьяго) — чилийский футболист, атакующий полузащитник. Одна из самых знаковых фигур в истории «Коло-Коло». Участник двух чемпионатов мира: 1966, 1974. Рекордсмен по количеству голов, забитых в чемпионате Чили (215 голов).

## Карьера

### Клубная
Франсиско Вальдес дебютировал в составе «Коло-Коло» 27 мая 1961 года в матче против «О’Хиггинс». Цвета «Коло-Коло» Кассели защищал в общей сложности на протяжении 13 сезонов. В составе «Коло-Коло» Вальдес провёл 371 официальный матч, стал 2-кратным чемпионом Чили, обладателем Кубка Чили, а также финалистом Кубка Либертадорес 1973 года. Помимо этого Вальдес является рекордсменом по количеству голов забитых за «Коло-Коло» в чемпионате Чили и кубке Либертадорес. Кроме «Коло-Коло» Вальдес выступал за «Унион Эспаньола», «Депортес Антофагаста», «Сантьяго Уондерерс», «Кобрелоа» и «Депортес Арика».

### В сборной
В сборной Чили Франсиско Вальдес дебютировал 7 ноября 1962 года в матче со сборной Аргентины, завершившимся со счётом 1:1. В составе сборной Вальдес принял в двух чемпионатах мира 1966 и 1974 годов и Кубке Америки 1975 года. Своё последнее выступление за сборную Вальдес провёл в матче со сборной Парагвая 22 декабря 1974 года, тот матч чилийцы проиграли со счётом 0:1. Всего же за сборную Вальдес сыграл 48 официальных матчей, в которых забил 9 голов.
| №  | Дата             | Соперник   | Счёт | Голы | Турнир                       |
| 1  | 7 ноября 1962    | Аргентина  | 1:1  | -    | Кубок Карлоса Диттборна      |
| 2  | 21 ноября 1962   | Аргентина  | 0:1  | -    | Кубок Карлоса Диттборна      |
| 3  | 24 июля 1963     | Уругвай    | 0:0  | -    | Кубок Хуана Пинто Дурана     |
| 4  | 8 марта 1965     | Уругвай    | 0:0  | -    | Кубок Хуана Пинто Дурана     |
| 5  | 15 апреля 1965   | Перу       | 4:1  | -    | Тихоокеанский Кубок          |
| 6  | 23 февраля 1966  | СССР       | 0:2  | -    | Товарищеский матч            |
| 7  | 17 апреля 1966   | Бразилия   | 0:1  | -    | Кубок Бернардо О’Хиггинса    |
| 8  | 20 апреля 1966   | Бразилия   | 2:1  | 1    | Кубок Бернардо О’Хиггинса    |
| 9  | 11 мая 1966      | Мексика    | 0:1  | -    | Товарищеский матч            |
| 10 | 22 мая 1966      | Уэльс      | 2:0  | -    | Товарищеский матч            |
| 11 | 29 мая 1966      | Мексика    | 0:1  | -    | Товарищеский матч            |
| 12 | 15 августа 1967  | Аргентина  | 1:0  | -    | Товарищеский матч            |
| 13 | 16 декабря 1967  | СССР       | 1:4  | -    | Товарищеский матч            |
| 14 | 18 августа 1968  | Перу       | 2:1  | 2    | Тихоокеанский Кубок          |
| 15 | 22 августа 1968  | Перу       | 0:0  | -    | Тихоокеанский Кубок          |
| 16 | 27 ноября 1968   | Аргентина  | 0:4  | -    | Кубок Карлоса Диттборна      |
| 17 | 4 декабря 1968   | Аргентина  | 2:1  | -    | Кубок Карлоса Диттборна      |
| 18 | 28 мая 1969      | Аргентина  | 1:1  | -    | Товарищеский матч            |
| 19 | 5 июня 1969      | Колумбия   | 3:3  | -    | Товарищеский матч            |
| 20 | 8 июня 1969      | Парагвай   | 1:0  | -    | Товарищеский матч            |
| 21 | 11 июня 1969     | Аргентина  | 1:2  | -    | Товарищеский матч            |
| 22 | 22 июня 1969     | ГДР        | 1:0  | -    | Товарищеский матч            |
| 23 | 25 июня 1969     | ГДР        | 1:2  | -    | Товарищеский матч            |
| 24 | 6 июля 1969      | Парагвай   | 0:0  | -    | Товарищеский матч            |
| 25 | 13 июля 1969     | Уругвай    | 0:0  | -    | Отборочный матч к ЧМ 1970    |
| 26 | 27 июля 1969     | Эквадор    | 4:0  | 2    | Отборочный матч к ЧМ 1970    |
| 27 | 4 октября 1970   | Бразилия   | 1:5  | -    | Товарищеский матч            |
| 28 | 31 мая 1972      | Аргентина  | 3:4  | 2    | Кубок Карлоса Диттборна      |
| 29 | 14 июня 1972     | Эквадор    | 2:1  | -    | Кубок независимости Бразилии |
| 30 | 18 июня 1972     | Португалия | 1:4  | -    | Кубок независимости Бразилии |
| 31 | 16 августа 1972  | Мексика    | 0:2  | -    | Товарищеский матч            |
| 32 | 14 апреля 1973   | Гаити      | 1:1  | -    | Товарищеский матч            |
| 33 | 24 апреля 1973   | Эквадор    | 1:1  | -    | Товарищеский матч            |
| 34 | 29 апреля 1973   | Перу       | 0:2  | -    | Отборочный матч к ЧМ 1974    |
| 35 | 13 мая 1973      | Перу       | 2:0  | -    | Отборочный матч к ЧМ 1974    |
| 36 | 13 июля 1973     | Аргентина  | 4:5  | -    | Кубок Карлоса Диттборна      |
| 37 | 18 июля 1973     | Аргентина  | 3:1  | -    | Кубок Карлоса Диттборна      |
| 38 | 5 августа 1973   | Перу       | 2:1  | 1    | Отборочный матч к ЧМ 1974    |
| 39 | 20 сентября 1973 | Мексика    | 2:1  | -    | Товарищеский матч            |
| 40 | 26 сентября 1973 | СССР       | 0:0  | -    | Отборочный матч к ЧМ 1974    |
| 41 | 24 апреля 1974   | Гаити      | 1:0  | -    | Товарищеский матч            |
| 42 | 26 апреля 1974   | Гаити      | 0:0  | -    | Товарищеский матч            |
| 43 | 12 мая 1974      | Ирландия   | 1:2  | 1    | Товарищеский матч            |
| 44 | 14 июня 1974     | ФРГ        | 0:1  | -    | Чемпионат мира 1974          |
| 45 | 18 июня 1974     | ГДР        | 1:1  | -    | Чемпионат мира 1974          |
| 46 | 22 июня 1974     | Австралия  | 0:0  | -    | Чемпионат мира 1974          |
| 47 | 20 ноября 1974   | Аргентина  | 1:1  | -    | Кубок Карлоса Диттборна      |
| 48 | 22 декабря 1974  | Парагвай   | 0:1  | -    | Кубок Акоста-Нью             |

Итого: 48 матчей / 9 голов; 15 побед, 15 ничьих, 18 поражений.

## Достижения

### Командные
Сборная Чили
- Обладатель Тихоокеанского Кубка (2): 1965, 1968
- Обладатель Кубка Бернардо О’Хиггинса: 1966
- Обладатель Кубка Карлоса Диттборна: 1973

 «Коло-Коло»
- Чемпион Чили (2): 1963, 1972
- Серебряный призёр чемпионата Чили (2): 1966, 1973
- Бронзовый призёр чемпионата Чили (4): 1961, 1962, 1967, 1974
- Обладатель Кубка Чили: 1974
- Финалист Кубка Либертадорес: 1973

 «Унион Эспаньола»
- Серебряный призёр чемпионата Чили: 1970

### Личные
- 1-е место в списке лучших бомбардиров чемпионата Чили за все времена: 215 голов

## Смерть
Франсиско Вальдес умер 10 августа 2009 года в своём доме в Сантьяго от сердечной недостаточности в возрасте 66 лет.

## Личная жизнь
Дядя бывшего нападающего сборной Чили Себастьяна Гонсалеса.